# یواس‌اس ویپورویل (ای‌ام‌اس-۲۰۷)
یواس‌اس ویپورویل (ای‌ام‌اس-۲۰۷) (به انگلیسی: USS Whippoorwill (AMS-207)) یک کشتی بود که طول آن ۱۴۵ فوت (۴۴ متر) بود. این کشتی در سال ۱۹۵۴ ساخته شد.